# Batalla d'Ethandun
La batalla d'Ethandun fou un enfrontament armat entre el regne Anglosaxó de Wessex i els Vikings de la part britànica sota control danès, coneguda com a Danelaw. Els saxons eren liderats per Alfred el Gran, que va assolir la victòria sobre els vikings de Guthrum el Vell, tropes conegudes com el Gran exèrcit pagà. La batalla tingué lloc a Edington, Wiltshire, fet pel qual és també coneguda com la batalla d'Edington.
Després de la batalla es va signar el Tractat de Wedmore aquell mateix any.

## Rerefons
Es creu que la primera ràtzia vikinga en territori anglosaxó va tenir lloc entre el 786 i el 802 a l'Illa de Portland, part del regne de Wessex, quan tres naus vikingues saquejaren la zona i assassinaren el representant del rei Beorhtric de Wessex. A l'altre extrem de Gran Bretanya, el regne de Northumberland també patia l'atac dels vikings el 793, saquejant Lindisfarne. Després d'aquests fets, els atacs vikings es tornaren més esporàdics fins al 830, quan va augmentar la freqüència de les ràtzies sobre les costes britàniques. El 836, el rei Egbert de Wessex es va enfrontar a una flota de trenta-cinc naus vikings a Carhampton, i el 838 lluitava contra una força combinada de vikings i homes de Cornualla (Gran Bretanya).
Aquestes batusses foren més i més freqüents fins que el 865/866 arribaren a l'illa el que els saxons anomenaren el Gran exèrcit pagà, estimat en un nombre de 500 a 1000 vikings sota les ordres dels germans Ivar el desossat, Ubbe i Halfdan Ragnarsson. i va desembarcar amb la intenció de conquerir les terres per quedar-s'hi. Cap al 870 ja havien conquerit els regnes de Deira i Ànglia de l'Est, i el 871 atacaren Wessex. De les nou batalles que es mencionen en les cròniques anglosaxones, només una fou guanyada pels saxons. Aquell any, però, Alfred el Gran es proclamava rei de Wessex a la mort del seu germà Ethelred, que va morir després de la batalla de Merton.
Els tres germans van dividir les seves forces i Halfdan va tornar a Deira per lluitar contra els Pictes d'Escòcia per assegurar la frontera nord de les terres sota control danès. Mentrestant, altres capitosts vikings, entre ells Guthrum el Vell, reforçaren l'exèrcit d'Ànglia de l'Est i atacaren de nou Wessex. Alfred va guanyar la batalla d'Ashdown, però després va estar a punt de ser capturat per Guthrum i es va veure obligat a fugir i refugiar-se als pantans de Somerset. Des d'allí va organitzar una guerra de guerrilles contra els danesos, fins que es va sentir prou fort per fer una crida a tots els senyors saxons que li restaven fidels i els va liderar per enfrontar-se a Guthrum en una batalla a camp obert a prop d'Edington.

## Batalla
Guthrum va ocupar una fortificació veïna i va esperar que, com en anteriors ocasions, Alfred li oferís diners per abandonar el camp de batalla. Però Alfred ja havia après la lliçó, perquè en el passat Guthrum ja havia trencat els seus pactes i promeses.

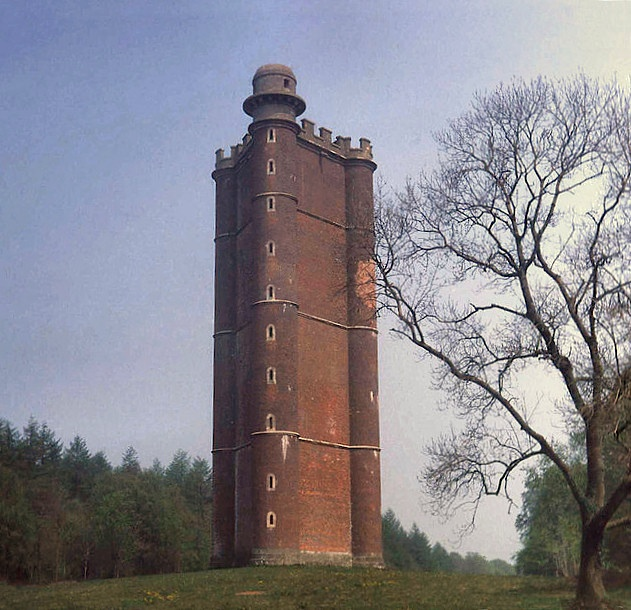
King Alfred's Tower (1772) Torre erigida en el lloc on les tropes d'Alfred es reuniren abans de la batalla

Les tropes anglosaxones formaren un mur amb els seus escuts i derrotaren els vikings després d'una batalla cruenta i sagnant. Guthrum va fugir per refugiar-se a Chippenham, perseguit pels saxons que recolliren tot el menjar dels voltants, esperant que la fam derrotés l'enemic. Després de dues setmanes, els danesos van enviar una ambaixada per signar la pau amb Alfred, oferint ostatges i juraments solemnes, però aquest cop Alfred va insistir en el baptisme de Guthrum al cristianisme, rebent el nom d'Athelstan.
Probablement, la principal raó rere la victòria saxona fou la grandària del seu exèrcit. Molts homes van respondre a la crida d'Alfred i els exèrcits que els comtats podien aportar eren força nombrosos, com s'havia demostrat a la batalla de Cynwit, on els homes de Devon havien mort a Ubbe Ragnarsson. Guthrum havia perdut el suport de molts capitosts vikings, entre ells Ivar, a més de la pèrdua de nombrosos homes quan 120 naus van naufragar un any abans de la batalla.